# Пышминско-Ключевской медеплавильный завод
Пышминско-Ключевской медеплавильный завод — медеплавильный завод вблизи Екатеринбурга, на территории городского округа Верхняя Пышма, действовал в период 1867—1926 годов.

## Географическое положение
Пышминско-Ключевское месторождение медных колчеданных руд расположено в 12 верстах от Екатеринбурга на левом берегу реки Пышма, добыча меди происходила на Пышминско-Ключевском медном руднике, а отлив меди на Пышминско-Ключевском медеплавильном заводе.

## История создания

### Пышминско-Ключевское месторождение
В 1753 году екатеринбургским купцом Марком Сапожниковым проводилось обследование лесной дачи Верх-Исетского завода от реки Пышма до деревни Мостовой на наличие в ней медной руды. Был составлен план местности и были отмечены места с признаками медной руды, в том числе будущее Пышминско-Ключевское месторождение медных руд, но дальнейшие работы по разведке медных руд не проводились.

#### Пышминско-Ключевской золотоносный прииск
В мае 1824 года на левом берегу у истока реки Пышма были обнаружены пески с высоким содержанием золота (4,266 грамм/100 пудов породы). Верх-Исетский завод начал строительство в 1824 году, а в 1827 году закончил Пышминско-Ключевской золотоносный прииск, который выдал первое рассыпное золото в 1827 году. А в 1911 году прииск был закрыт, выдав за всё время 2,5 тонны золота. От прииска осталась плотина на реке Пышме, по которой была проложена железная дорога, соединившая посёлок Медный Рудник и станцию Шувакиш.
Уже в июне 1824 года штейгер Верх-Исетского завода Никифор Самофеев докладывал о проходке шурфов по розыску медных руд у деревни Пышмы, а также сообщил о двух медных рудниках: один в двух километрах к западу от деревни Пышма и в 700 метров к югу от реки Пышмы, а второй — на левой стороне Верхотурской дороги, у южной окраины деревни Балтым. Все эти проявления входили в обширное Пышминско-Ключевское меднорудное поле месторождения.

### Пышминско-Ключевской медный рудник
В начале 1854 года при проходке глубоких горных выработок — шурфов, глубина которых достигала 10—16 метров, Пышминско-Ключевского золотоносного прииска лесной дачи Верх-Исетского завода господ Доверткей было открыто месторождение медьсодержащей руды. В некоторых источниках открытие приписывают жителю деревни Пышмы Егору Чечёткину.
21 марта 1854 года управляющий Верх-Исетского завода Василий Михайлович Сигов подал прошение о начале добычи меди с данного месторождения.
Разрешение от Уральского Горного правления на добычу было получено 31 марта 1854 года. В последующем прошение В. М. Сигов от 12 августа 1854 года докладывал, что было добыто 20 000 пудов руды, проплавлено 1966 пудов и получено 35 пудов чистой меди, и просил разрешение назвать данный рудник Пышминско-Ключевским и разрешение построить на самом руднике медеплавильные печи.
31 сентября 1854 года по предложению советника Уральского горного правления П. Деви Верх-Исетскому заводу выдано свидетельство на разработку Пышминско-Ключевского рудника. Однако, Указом Уральского горного правления от 14 декабря 1855 года Верх-Исетскому заводу было разрешено поставить пять шахтных медеплавильных печей на самом заводе, а не на руднике. Медеплавильные печи были построены на Верх-Исетском заводе в 1856 году, куда руда доставлялась на подводах с Пышминско-Ключевского рудника вплоть до 1867 года.
7 июля 1854 года в Иван день была заложена первая шахта Пышминско-Ключевского рудника, названная Ионна-Богословской (Ивановской) с копром шатрового типа и конным воротом. Возле него вырос посёлок— Медный Рудник.
В 1858−1860 годах на руднике были установлены две паровые машины в 15 и 25 лошадиных сил. В 1860-х годах на руднике работало 347 человека.
В 1900 году по просьбе правления Верх-Исетскими заводами профессор Санкт-Петербургского горного института Василий Васильевич Никитин провёл разведочные работы Пышминско-Ключевского месторождения, составил план расположения горных выработок с 20 новыми рудными зонами с богатым содержанием меди.
В 1910 году рудник графини Стенбок-Фермор был продан братьям Яковлевым, после чего были установлены паровые машины и водоотливы. На шахтах появился клетьевой подъём, тачки заменились вагонетками, порох — динамитом. В 1912 году внедрилось перфораторное бурение, запущены разведочные буровые станки. Взамен свечей стали применяться бензиновые лампы. Рабочий день сократился до 8 часов.
В 1914 году была установлена воздушно-канатная дорога, а в 1917 году на рудник поступили американские перфораторы, отбойные молотки, английские поршневые насосы, с англичанами велись переговоры об устройстве электрической подстанции, началась отсыпка полотна железнодорожной ветки от Медного рудника до разъезда Шувакиш.
В апреле 1917 году на руднике была создана организация большевиков, а в марте 1917 году — Совет рабочих в солдатских депутатов. 1 сентября 1917 года была проведена общеуральская однодневная политическая забастовка против Временного правительства, на котором рабочие Пышминско- Ключевского рудника с жёнами и детьми пришли за 12 вёрст в Екатеринбург. «Шли строгими рядами, с красными знамёнами и революционными песнями».
Одновременно, в апреле 1917 года на руднике взорвался паровой котёл локомобиля, который обеспечивал Ивановскую шахту и от которого действовали водооткачивающие насосы, что привело к остановке Ивановской шахты, а вместе с ней и всего рудника в 1918 году.
27 июля 1928 года Совет Труда и Обороны СССР вынес постановление о строительстве Пышминского медеэлектролитного завода. Для ведения работ организовали трест «Пышмастрой», одной из задач которого стало восстановление Пышминско-Ключевского рудника.
В 1940 году институт «Уралмеханобр» под руководством С. И. Кропанева разработал технологию, позволяющую при обогащении руд извлекать кобальт в пиритно-кобальтовый концентрат, и вместе с обогатителями внедрил её в производство. С 1941 года Пышминско-Ключевской медный рудник стал медно-кобальтовым. В 1970 году Пышминское рудоуправление был подчинён Дегтярскому рудоуправлению. В сентябре 1976 года рудник был закрыт, а к 1980 году был закончен демонтаж оборудования и начата его мокрая консервация.

### Пышминско-Ключевской медеплавильный завод
Увеличение объёмов добываемых руд (в 1867 году была открыта вторая шахта — «Покровская») привело к тому, что Верх-Исетский завод в 1867 году перенёс пять шахтных медеплавильных печей на рудник. Так возник Пышминско-Ключевской медеплавильный завод, где в 1867—1875 годах производилась черновая медь, а выплавку чистовой меди оставили на Верх-Исетском заводе. 18 января 1875 году были остановлены все разведочные и подготовительные работы на руднике, а в 1878 году также был остановлен и завод из-за малой рентабельности.
Завод вновь был запущен 15 марта 1901 года: были запущены две шахтные печи и одна шплейзофенная, а 15 сентября 1907 года 4 шахтные и одна шплейзофенная печь. В 1907 году на руднике и заводе работало 700 человек. В 1910 году завод графини Стенбок-Фермор был продан братьям Яковлевым. В 1916 году на заводе в дополнение к имеющемуся ватержакету построена регенеративная печь для плавки медных руд и полуфабрикатов производительностью 100 тонн в сутки, что значительно увеличило мощность завода. В начале 1917 года на руднике произошла авария — взрыв парового котла локомобиля № 1, вырабатывавшего электроэнергию для водоотлива шахты «Ивановская» и шахта была остановлена, а вместе с ней и весь рудник и завод в 1918 году.
В 1924—1926 годах был запущен отразительный цех для переработки руд, оборотного шлака и цветного лома. Были восстановлены шахтная печь производительностью 80 тонн шихты в сутки, отражательная печь производительностью около 120 тонн шихты в сутки и два пятитонных конвертера. В 1924 году было получено 264 тонны меди, в 1925 году — 1132 тонны, в 1926 году — 189 тонн. В середине 1926 года завод был остановлен.
После 1929 года на территории бывшего завода с целью обогащения руды была построена обогатительная фабрика Пышминского медеэлектролитного завода, концентраты с которой шли на Кировградский медеплавильный комбинат, затем на Среднеуральский медеплавильный завод.